# Festetics-kastély (Dég)
A dégi Festetics-kastély Magyarország egyetlen látogatható klasszicista kastélya Fejér vármegyében. Az ország legnagyobb angolparkja veszi körül.

## Története

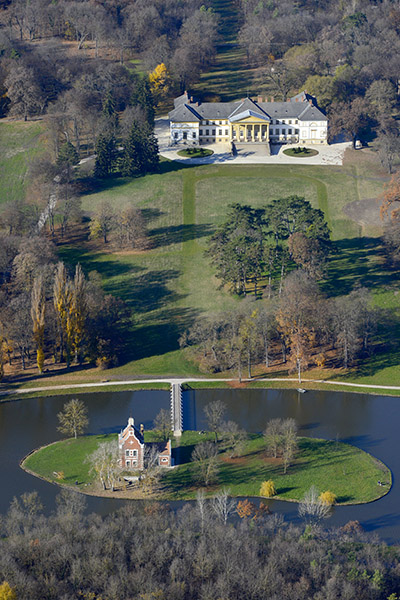
A kastély, a park és a Hollandi-ház a levegőből

A kastély 1815 és 1819 között gróf Festetics Antal (1764–1853) császári és királyi kamarás megbízásából épült, aki a tervezéssel az általa már korábban is foglalkoztatott neves építészt, a magyar klasszicista építészet kiemelkedő képviselőjét, Pollack Mihályt bízta meg.
A kastély több rendhagyó építészeti megoldás jegyeit viseli magán, például az ovális díszterem nem az épület központi részén, hanem egyik sarkában található, valamint a kastély parkra néző, déli bejáratához sem lépcsősor, hanem kavicsos rámpa vezet.
A kastélyt a magyarországi szabadkőművesség titkos központjaként emlegetik, mivel több mint egy évszázadon át falai között őrizték a hazai szabadkőművesek titkos levéltárát, s az építtető, Festetics Antal maga is szabadkőműves volt.
Festetics Andor (1843–1930) gróf és Pejacsevich Lenke (1851–1936) grófnő fia, Festetics Sándor gróf, az 1920-as években átalakíttatta, korszerűsítette a kastélyt; ekkor született a belső terek ma látható, a klasszicizmus formavilágát követő dekorációja.
A Festetics család 1944-ben elhagyta a kastélyt, amelyben hamarosan német hadikórház, az 1945-ös államosítás után 1996-ig pedig gyermekotthon működött. Az épület eredeti berendezését nem ismerjük, mivel azt a második világháború végén, illetve után elpusztították, vagy széthordták.
Az elmúlt években a kutatók a termek egyszínű festékrétegei alatt színvonalas klasszicizáló díszítőfestésekre bukkantak, ezek egy része ma megtekinthető.
A kastély, a parktó és a kert a Műemlékek Nemzeti Gondnoksága a Környezetenergetikai Operatív Program pályázata keretében bruttó közel 250 millió forint értékű, 100%-ban támogatott vissza nem térítendő forrást nyert el 2012-ben. 2014 szeptemberében a Forster Központ rekonstrukciós projektjének I. üteme, a Közép-Európában egyedülálló, másfél kilométer hosszú tó leglátványosabb része, a kastéllyal szemközti tószakasz megújítása lezárult.
A történeti kert felújítása során tizenegy gyalogoshíd épült újjá eredeti formájában, és több mint három kilométer sétaút újult meg. Az első ütemben rendezték a tó és a kastély közötti területeket, újjáépült a tó legnagyobb szigetére átvezető faszerkezetű gyalogoshíd, ezen kívül elbontották a park összképét zavaró vasbeton fürdőmedencéket és sportpályákat is.

### A kastély felújítása a Nemzeti Kastélyprogram keretében
A kastély a GINOP-7.1.1.-15-2015-00006 projekt keretében 1,5 milliárd forint európai uniós forrásból újul meg, amelyet Magyarország Kormánya további 1 228 155 716 forintos hazai támogatással egészített ki.
2018. április 3-án 15 órakor került sor a Nemzeti Kastélyprogram és Nemzeti Várprogram keretében az alapkőletételi ünnepségre.
A dégi Festetics-kastély infrastrukturális fejlesztésének elemei:
- a kastély homlokzatának helyreállítása, lábazatának szigetelése, csatlakozó támfalainak újjáépítése, a tetőfedés teljes cseréje,
- a kastély alagsorában annak részleges helyreállítása után vizesblokk került kialakításra, itt kapott helyet az új gépészet, és az elektromos hálózat központja is,
- a kastély földszintjén tematikus kiállítások, a korabeli szalont idéző kávézó, valamint ajándékbolt és rendezvénytér kapott helyet,
- felújításra került a Hollandi-ház és környezete
- kiépült a parkoló és beléptető rendszer
- az épületegyüttes jelentős közműfejlesztésen esett át; a beruházás keretében kiépült az új víz-, gáz- és csatornabekötés, emellett megvalósult az elektromos rendszer korszerűsítése

A kastélypark területén bemutatásra kerül a kis gótizáló szivattyúház, megújult a rózsakert, elkészült az antik forrás gépészeti rendszere, és újra csobog m0a víz az oroszlánfejes vízköpőből. Használhatóvá vált a hajdani teniszpálya is annak érdekében, hogy a park – felelevenítve a Festetics család sportszeretetét – nosztalgia sportversenyek, valamint csapatépítő tréningek helyszíne lehessen
A kastély kiállítótermei „A klasszikus műveltség és a szabadkőművesség kastélya Dégen” című kiállításnak adnak otthont.
A kiállítási koncepció a családhoz és a kastélyhoz köthető tartalmakra épül: a földszinti kiállítás keretében megelevenedik a Festetics család története, mindennapi élete, hobbijai, szórakozásai, sportolási szokásai, mindez interaktív módon, 21. századi technikai eszközök bevonásával. A felső szinten megtekinthető kiállítás célja pedig az, hogy hitelesen, történeti dokumentumok és levéltári kutatások alapján, ugyanakkor szintén modern kiállítástervezési technika segítségével bemutassa a szabadkőművesség eszmeiségét, valamint nemzetközi és hazai vonatkozásait.
A kastély felújítási munkálatai már befejeződtek, látogatható. Magyarország legnagyobb angolparkja, a Szerpentin-tórendszer, a sírdomb körüli tó, valamint a tavakon átvezető gyalogoshidak ugyancsak zavartalanul látogathatóak.
A felújított kastélyt 2022. november 8-án adták át.

## Leírása
Szabadon álló, egyemeletes, alagsoros, U-alaprajzú épület. 3+5+5+5+3 osztású főhomlokzatának közepén – a középrizalitból kinyúló – 6, posztamensről induló dór oszlop által tartott portikusz húzódik. A megemelt lábazat és az alagsor miatt feljáró vezet a portikuszhoz. A főhomlokzat két szélén erősen előrelépő sarokrizalitok találhatóak, középső tengelyükben lunettaablak nyílik. A homlokzat szakaszai egyszerű, puritán kiképzést kaptak. Az ablakok egyenes záródásúak és keretelés nélküliek. A hátsó, udvari homlokzat (a szárnyak nélkül) 4+3+4 tengelyes, a hátranyúló szárnyak négyes osztásúak. A középrizalit középső szakaszán két pilléren és két dór fejezetű oszlopon nyugvó, timpanonos kocsialáhajtó van. Az oldalhomlokzatok 3+(6+1) illetve (1+6)+3 nyílásritmusúak, a szárnyak végei egytengelyesek, felettük lunettás díszítéssel. A lunettában fej, körülötte napsugarakkal. Az épület sarkai, alagsori részei, a portikusz és a kocsialáhajtó mind sávozott díszítésűek.
Belseje egytraktusos elrendezésű. A kastély udvari oldalán folyosó fut végig. A kastély egyik legszebb terme a kerti (fő) homlokzat bal oldali rizalitja mögött elhelyezkedő ovális alaprajzú, félköríves fülkékkel bővített díszterem.

## Kastélypark
Magyarország egyik legnagyobb szabású angolkertje a dégi kastélypark, amelyet három patak találkozásánál, enyhe lankán alakították ki.
A tájképi kert létrehozásának pontos időpontját nem ismert, viszont a Hasznos Mulatságok folyóirat már 1817-ben úgy írt a parkról, mint ami „nagyságára, s ritkaságára nézve fellülmúlja” a kismartoni, pápai, tatai, csákvári kerteket. Halastava a leghosszabb a hazai parkok tavai között. A tó zsiliprendszere rekonstrukció alatt áll.
Az 1700-as évek végén Festetics Antal által építtetett kastély parkjában mesterségesen kialakított tó, a Park-tó vizét a Bozót-patak táplálja.
Az 1920-as években, a kastély korszerűsítése kapcsán épült a rózsakert a teniszpályával, klasszicizáló lugassal és egy egyedülálló, barokkos hímzésmintát idéző, kavicsból és carrarai márványdarabokból kirakott parterrel, utóbbi ma már nem látható. Napjainkban is megtekinthető a szintén ebből az időből való, gótizáló szivattyúház és a romszerű „antik forrás” is.

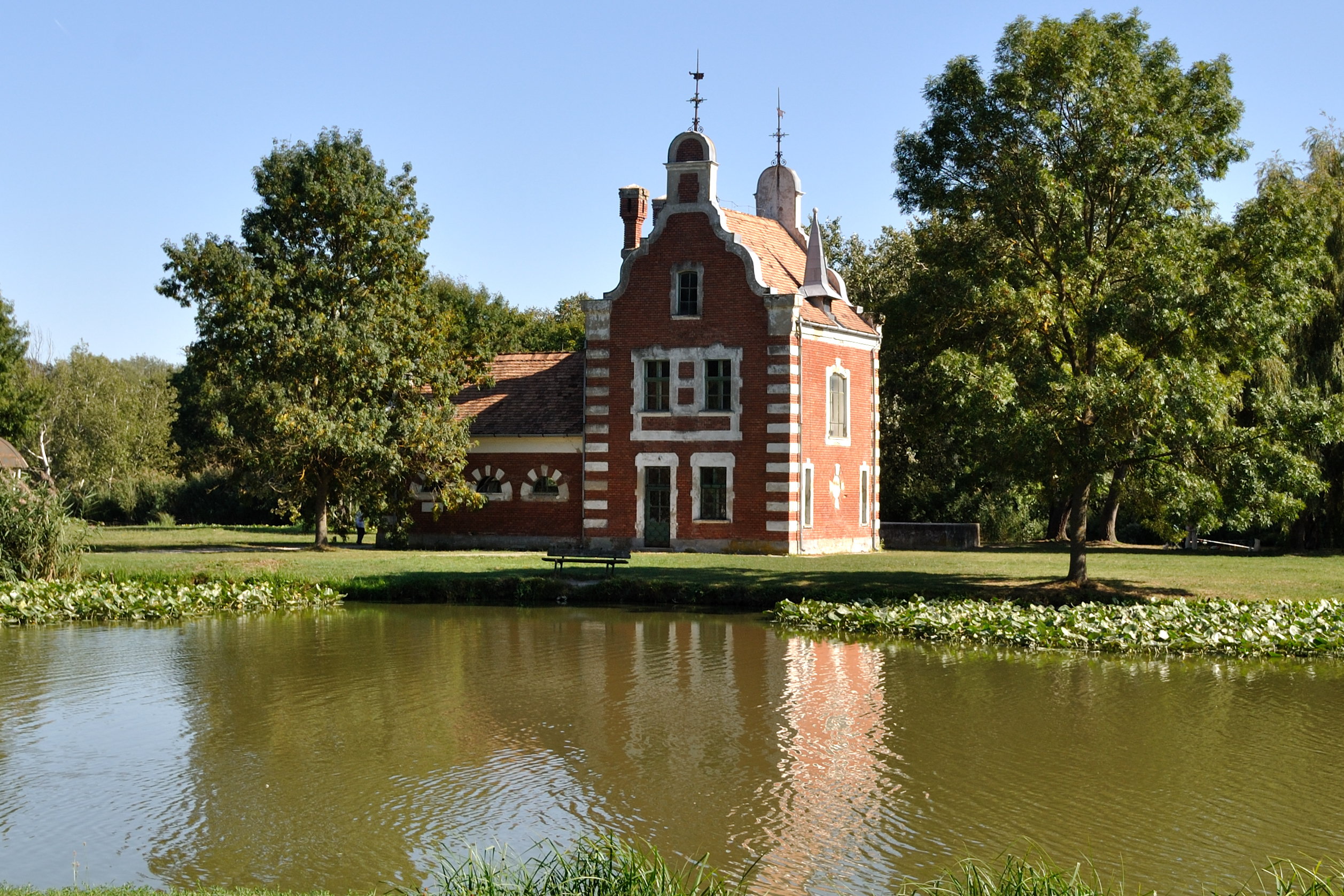
A hollandi ház

## A hollandi ház
A kastélyt övező park tavának szigetén álló, hollandi ház nevű különleges épületet 1891-ben, egy korábbi épület helyén emelték Festetics Pál idején. Hangsúlyosabb része az emeletes főrész, erre merőleges a földszintes szárny. Az emeletes részt kétfelől magas, törtíves oromzat fogja közre. A vörös téglás, németalföldi stílusban épült ház igazi kuriózum hazánkban. Földszintes része tehénistállóként szolgált, emeletes részében pedig a tüdőbeteg gróf Festetics Andorné gróf Pejacsevich Lenke (1851–1936) számára berendezett lakosztály kapott helyet, mivel az istálló ammóniatartalmú levegőjét és a frissen fejt tejet gyógyító hatásúnak tartották. A szigetet eredetileg dróton áthúzható csónakon lehetett csak megközelíteni a kastély felől, ma egy fahídon átsétálva közelíthető meg.

## Érdekességek
- 2017-ben a Vörös veréb című film egyes jeleneteit a Festetics-kastélyban forgatták.[8]
- 2017-ben itt forgatták a Kincsem című magyar film több jelenetét